# Zona nerítica

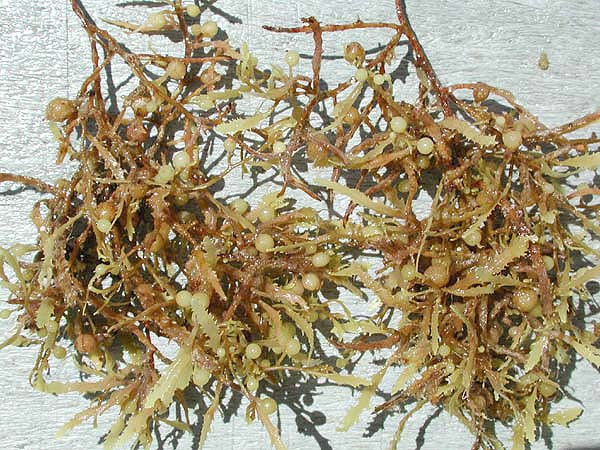
AlgaSargassum a la deriva en la zona nerítica

La zona nerítica o zona sublitoral és un bioma aquàtic, és la part de l'oceà que s'estén des de la marca baixa de l'aigua en la marea a la plataforma continental, té una fondària relativament baixa de 200 metres. La zona nerítica està normalment ben oxigenada, amb pressió baixa i amb temperatures i nivells de salinitat relativament estables. Això combinat amb la presència de la llum i la fotosíntesi dona molt fitoplàncton i algues flotants, amb la qual cosa hostatja la majoria de la vida del mar.
El zooplàncton, el formen des de criatures microscòpiques com els foraminífers a petits peixos i crustacis i junt amb el fitoplàncton forme la base de la piràmide tròfica de la zona.
A la vora de la zona nerítica s'acaba la plataforma continental i ràpidament davalla cap a l'oceà profund i la zona pelàgica.